# I. Orbán pápa
Szent I. Orbán pápa (latinul: Urbanus), (2. század – 230. május 23.) volt a 17. pápa, 222-től 230-ban bekövetkezett haláláig viselte rangját.

## Élete
Hivatalát akkor töltötte be, amikor a Római Birodalom békés császára, Alexander Severus uralkodott. Valószínűleg Rómában született, Euszebiosz is megemlíti történeti művében. Ezeken kívül azonban alig tudunk mást róla.
A katolikus egyház Breviáriuma arról ír, hogy Orbán jelentős erőfeszítéseket tett a keresztény vallás terjesztése érdekében, így sok embert térített meg. Ezek közé tartozott Valerianus, Szent Cecília férje és saját bátyja, Tiburtius.
Ugyanebből a forrásból tudjuk, hogy  Orbán valószínűleg vértanúhalált halt, és feltehetően a Catacombe di Pretestato római katakombában temették el.

## Tisztelete
Orbán egyaránt szentje a római katolikus egyháznak és a keleti ortodox egyházaknak. Ünnepét május 25-én tartják. A szőlő, a szőlőművelők, kádárok, kocsmárosok védőszentjeként tisztelik. Az Orbán-napi hideg a szőlőnek árt a leginkább. A néphagyomány szerint, ha Orbán megvédte a termést a fagytól, akkor borral vendégelték meg a szobrát a gazdák, ha viszont fagykáruk lett, akkor megvesszőzték, vagy megdobálták.

## Tisztelete Magyarországon
A monoki római katolikus templomban található ereklyéjét 1773-ban XIV. Kelemen pápa (1769–74) ajándékozta az Andrássy családnak.

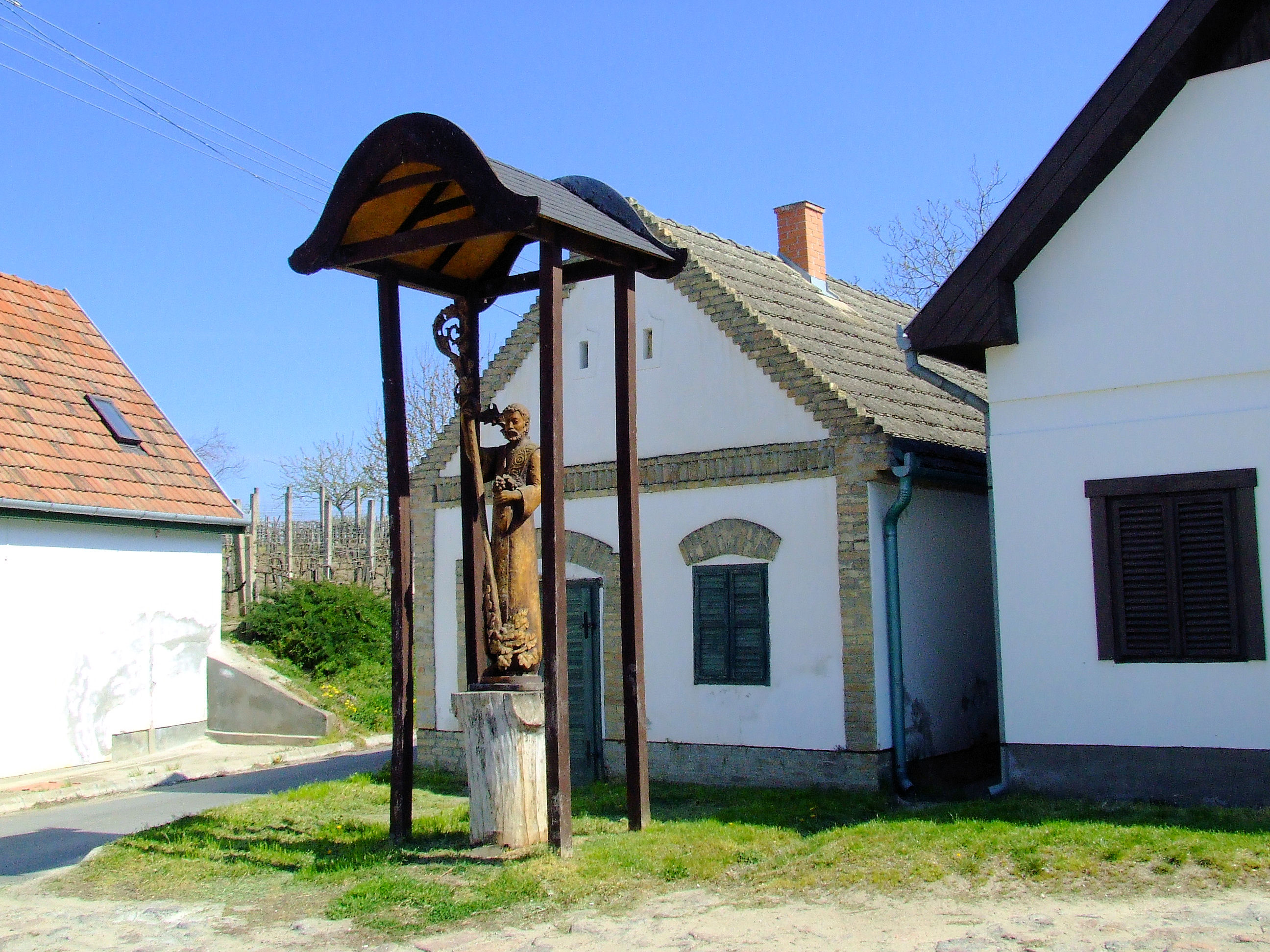
Szobra Hajóson
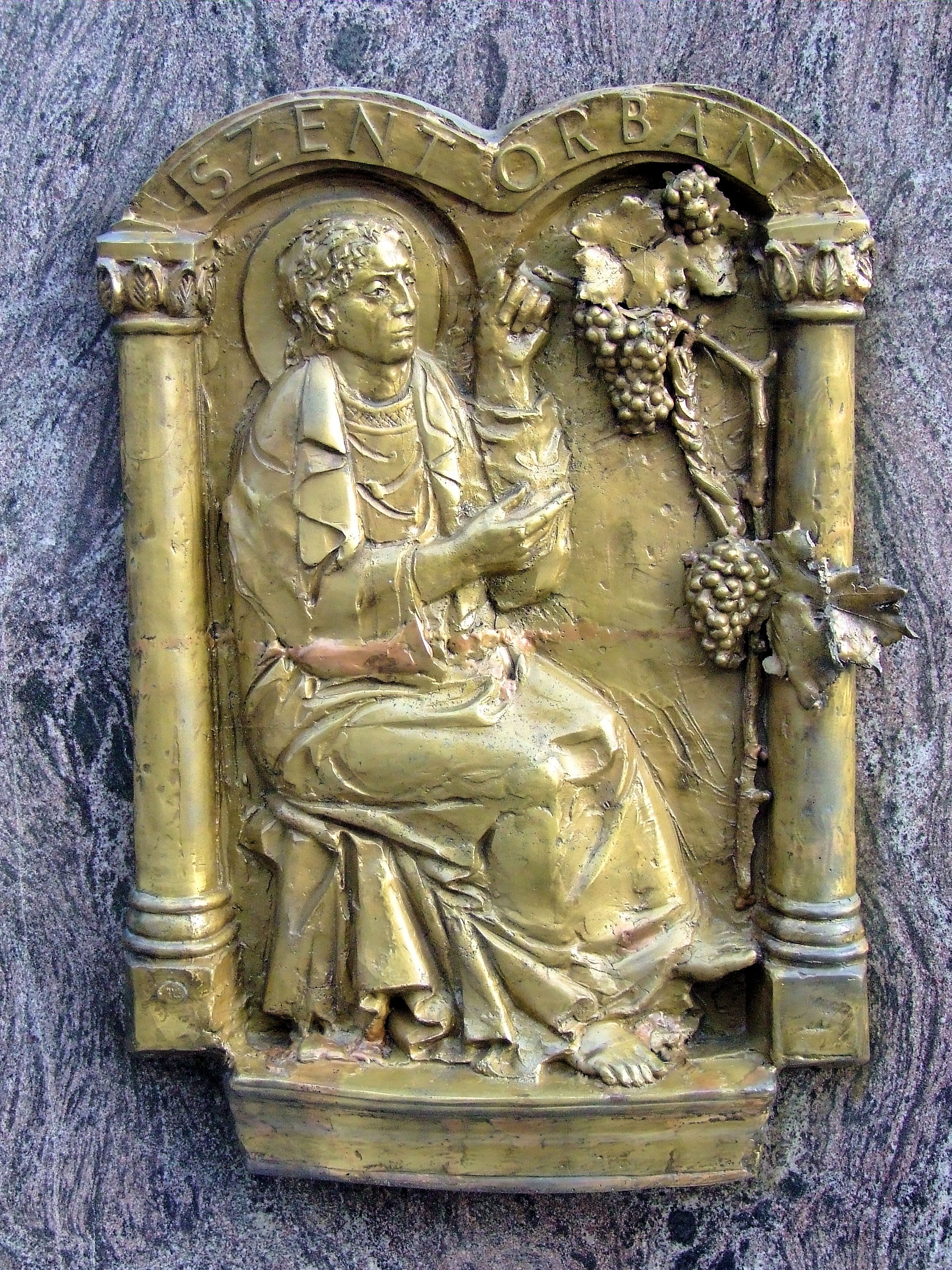
Domborműve Soltvadkerten
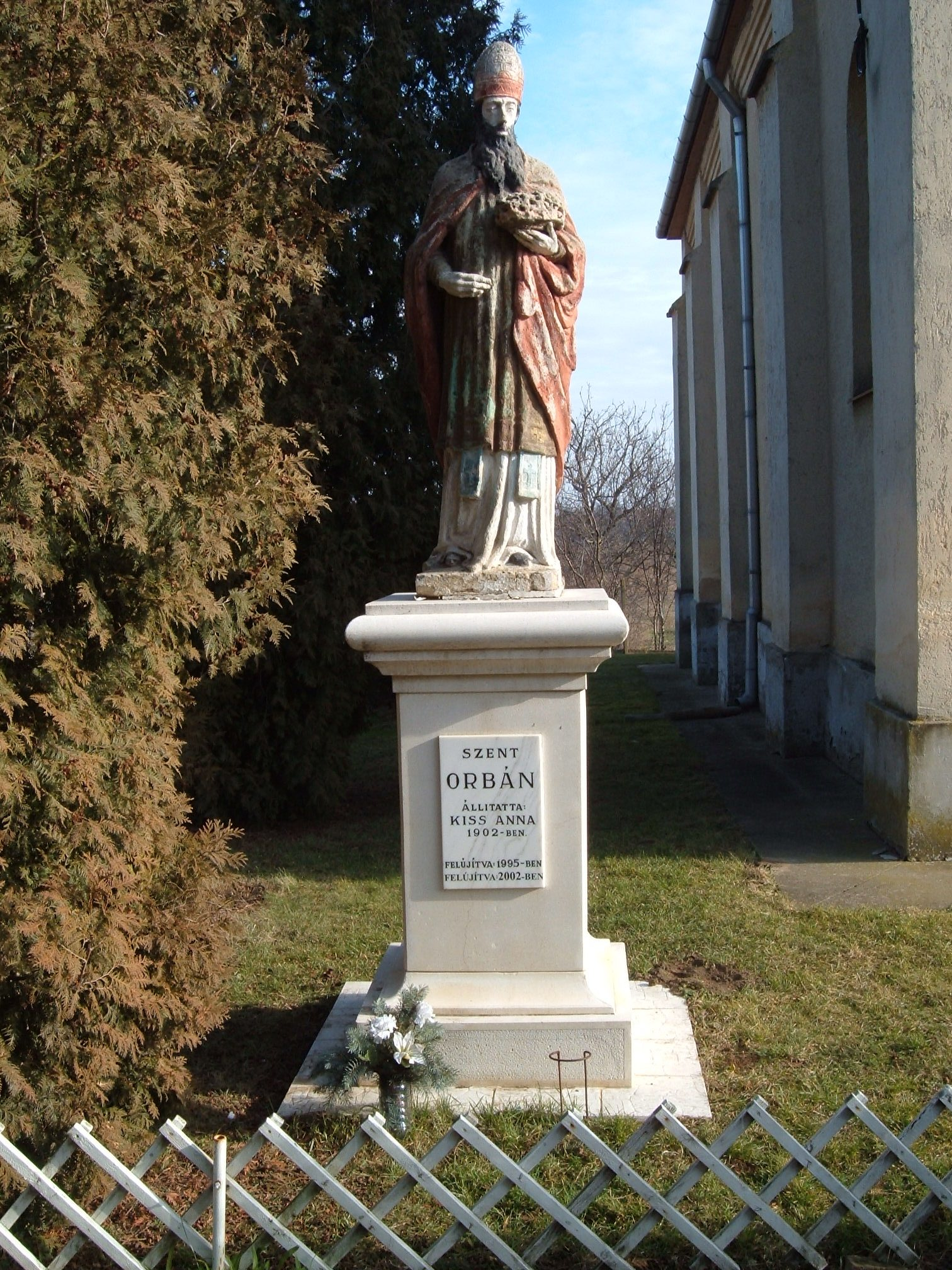
Szobra Szandaszőlősön
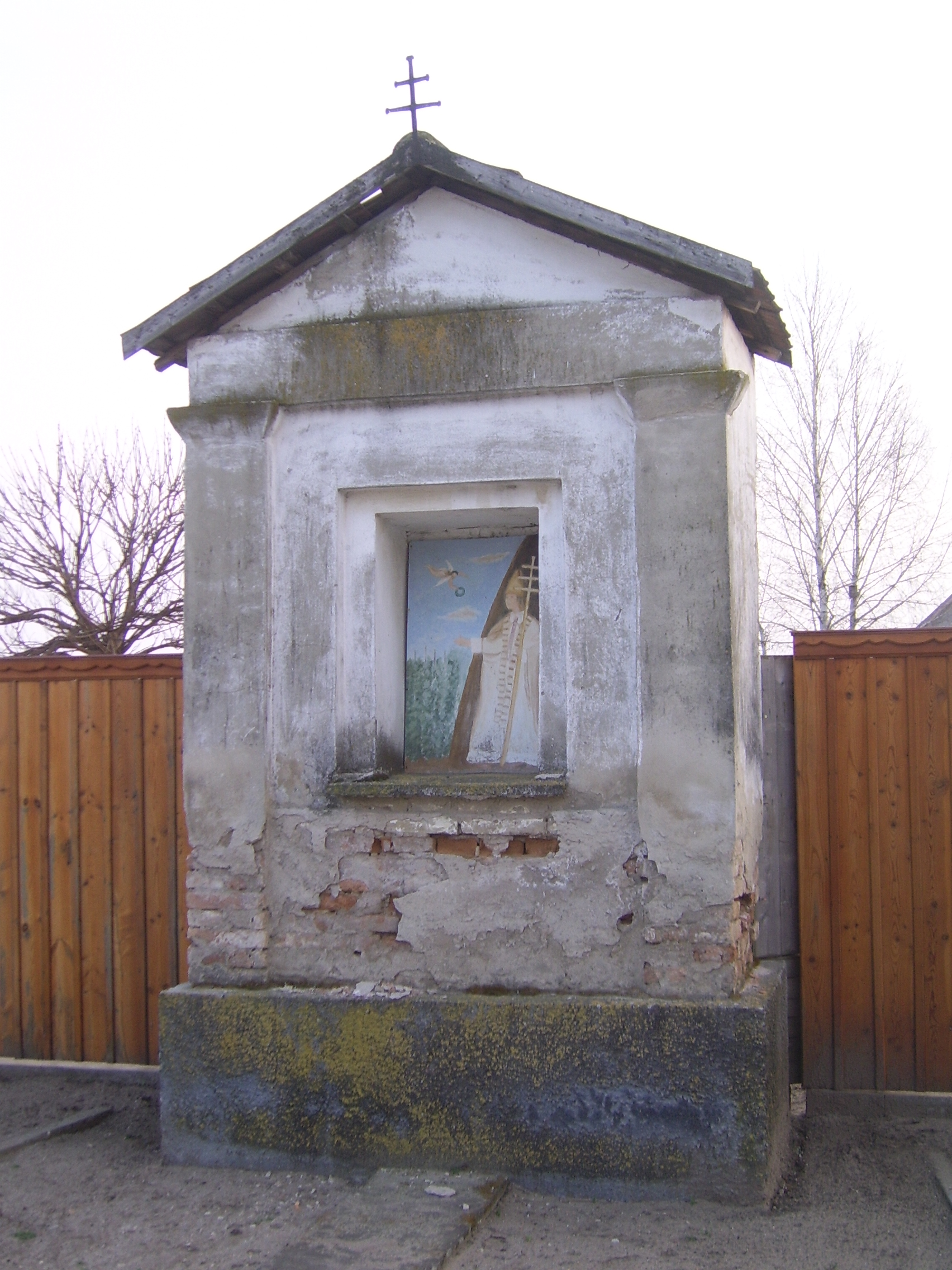
Képe Örkényben
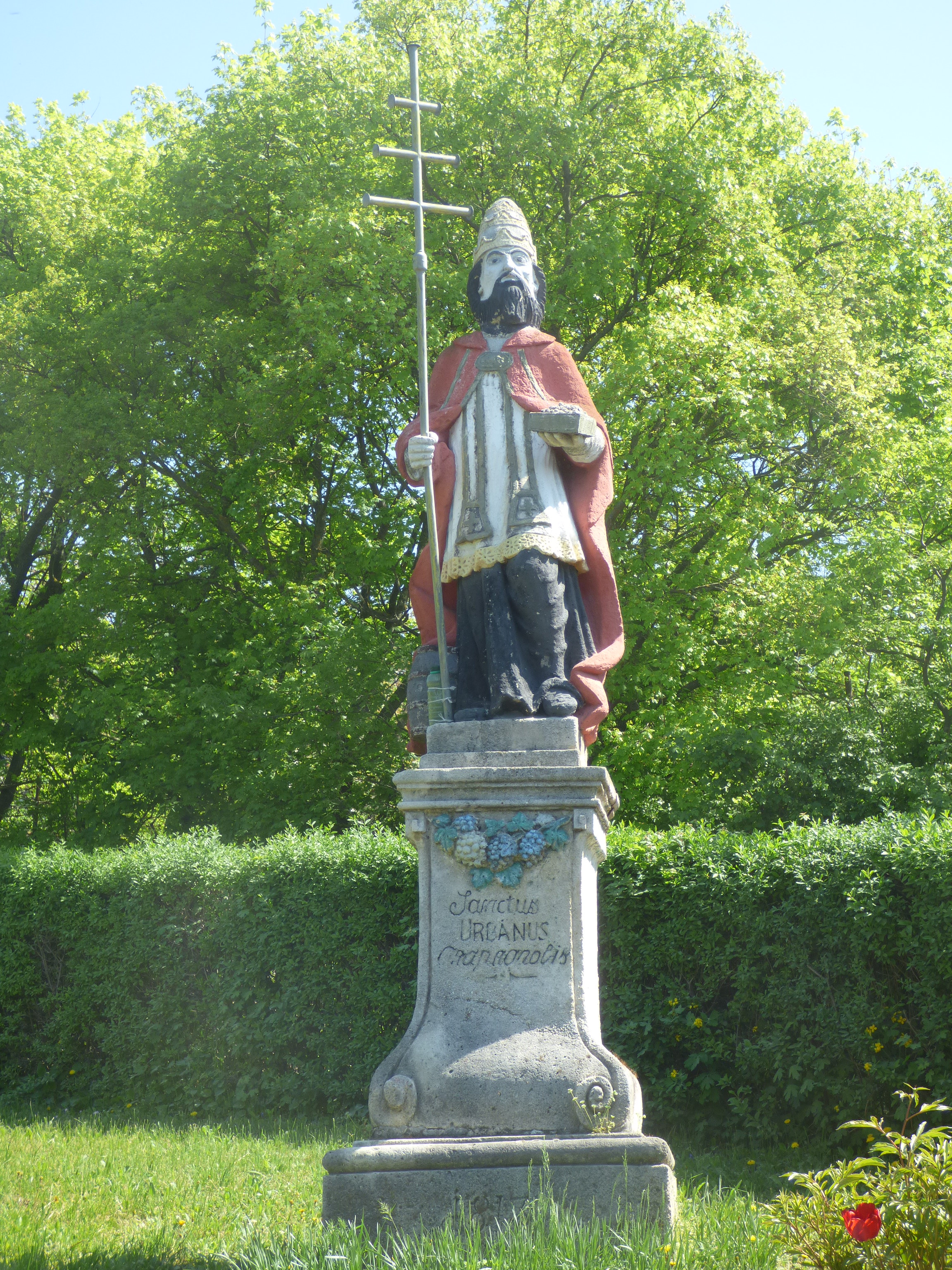
Szobra, a szőlőtermesztők és borászok védőszentjeként, a sóskúti Öreghegyen

## Művei
- Documenta Catholica Omnia (latin nyelven). [2016. március 4-i dátummal az eredetiből archiválva]. (Hozzáférés: 2011. december 6.)